# Nans simplex
Nans simplex är en ringmaskart som beskrevs av Chamberlin 1919. Nans simplex ingår i släktet Nans och familjen Lopadorrhynchidae. Inga underarter finns listade i Catalogue of Life.